# Livarchamps
Livarchamps (Luxembourgeois: Liischpelt/Leischpelt) est un hameau du village de Villers-la-Bonne-Eau, sis au bord du Surbich. Avec Honville il fait aujourd'hui partie de la commune et ville de Bastogne, dans la province de Luxembourg (Région wallonne de Belgique).
Le hameau, qui n'a jamais été paroisse, ne compte qu'une cinquantaine d'habitants. Il s'y trouve un petit oratoire dédié à notre-Dame de Lourdes.